# Courtland (Kansas)
Courtland es una ciudad ubicada en el de condado de Republic en el estado estadounidense de Kansas. En el año 2010 tenía una población de 285 habitantes y una densidad poblacional de 407,14 personas por km².

## Geografía
Courtland se encuentra ubicada en las coordenadas 39°46′58″N 97°53′49″O / 39.78278, -97.89694 (39.782803, -97.897054).

## Demografía
Según la Oficina del Censo en 2000 los ingresos medios por hogar en la localidad eran de $27,188 y los ingresos medios por familia eran $37,778. Los hombres tenían unos ingresos medios de $26,667 frente a los $13,500 para las mujeres. La renta per cápita para la localidad era de $14,543. Alrededor del 11.3% de la población estaban por debajo del umbral de pobreza.